# Північна армійська група
Північна армійська група (рос. Северная армейская группа) — армійська група радянських військ, що діяла у складі Українського фронту за часів вторгнення в Польщу.

## Історія
18 вересня 1939 року, наступного дня після вторгнення Червоної армії до Польщі, Шепетівська армійська група була перейменована на Північну армійську групу, яка увійшла до складу Українського фронту.
О 7:00 36-та лтбр 8-го ск зайняла Дубно. 11:00 радянські війська 8-го корпусу після невеликого бою вступили в Рогачів, де взяли в полон 200 польських військових і захопили 4 ешелони зі зброєю і боєприпасами. 17:00 36-та лтбр 8-го ск і розвідувальний батальйон 45-ї стрілецької дивізії 15-го ск вступили в Луцьк.
21 вересня війська 60-ї сд 15-го ск зайняли місто Сарни. О 4:00 розвідувальний батальйон 45-ї сд 15-го ск опанував Ковель.
25 вересня 36-та лтбр 8-го ск досягла Холма і атакувала місто. Війська 15-го ск почали форсувати річку Західний Буг.
28 вересня Північна армійська група була перейменована в 5-у армію. Дивізії 15-го стрілецького корпусу вийшли на фронт Володава — Пугачув — Пяски, де були зупинені. 36-та лтбр 8-го ск виступила в напрямку Любліна.

## Північна армійська група
| Сформована                             | У складі          | Час існування        | Бойовий шлях битви, операції, бої | Бойовий шлях битви, операції, бої | Склад           | Подальша доля         | Командувачі      |
| Сформована                             | У складі          | Час існування        | Оборонні                          | Наступальні                       | Склад           | Подальша доля         | Командувачі      |
| -------------------------------------- | ----------------- | -------------------- | --------------------------------- | --------------------------------- | --------------- | --------------------- | ---------------- |
| шляхом перейменування Шепетівської АГр | Український фронт | 18 — 28 вересня 1939 | Не брала участі                   | Польський похід                   | 15-й ск, 8-й ск | перетворена на 5-ту А | Совєтніков І. Г. |

## Командувачі
- комдив Совєтніков І. Г. (18 — 28 вересня 1939).